# Дом Сатова

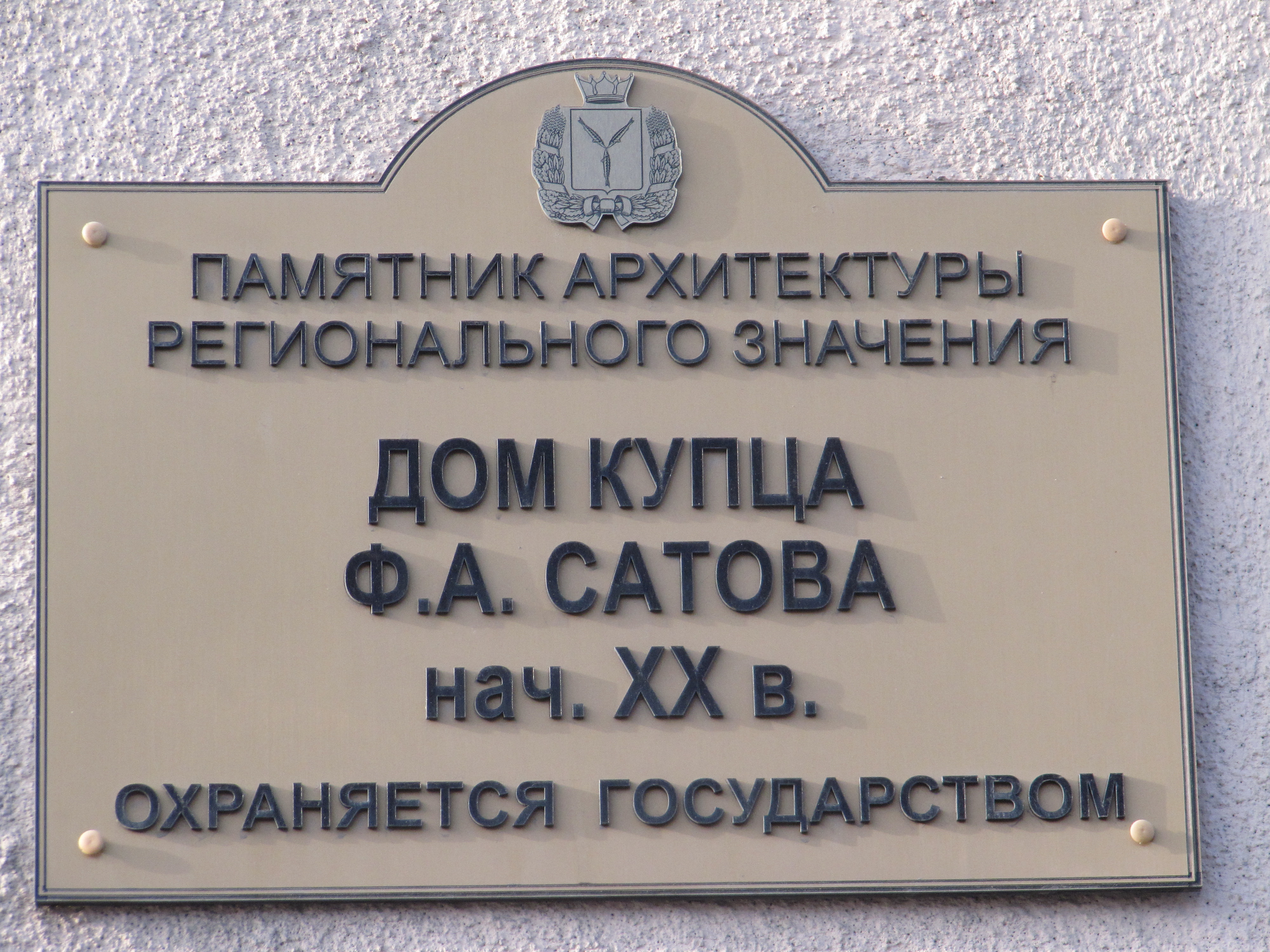
Дом купца Сатова табличка

Дом Фёдора Алексеевича Сатова — бывший доходный дом в Саратове. Находится на пересечении улиц Максима Горького и Киселёва Ю.П. в Кировском районе города. Является памятником архитектуры регионального значения.

## История
Здание на Александровской улице (ныне — улица Горького) было построено в 1870-х годах по заказу купца Ф. А. Сатова, владевшего мануфактурными лавками на Верхнем базаре и домом на Царицынской улице, на свои средства отремонтировавшего сельскую церковь в Расловке (Саратовский уезд) и финансировавшего сельскую школу. В доме Сатова на Александровской улице в разное время размещалась гостиница, торговые дома «Братья Давыдовы» и «И. И. Лисунов и Ко», которые вели оптовую торговлю мануфактурными изделиями и мукой, магазин алкогольной продукции Я. Б Зейфарт, винно-гастрономический магазин В. А. Феокритова, контора торгового посредника И. П. Бочарова и др. На втором этаже дома были жилые помещения. Сбоку дома было предусмотрено помещение для слуг, соединённое переходом. Во дворе здания находились различные службы: каретник, конюшня и коровник.
В начале XX в. здание было реконструировано и заметно изменило свой облик — оно приобрело стиль модерна и современный облик — угловой эркер с башенкой, резные рамы, рельефы. Сохранились до нашего времени также кованые ограждения парапетов и массивные кованые кубки. В 1911 году гостиница в здании получила новое название «Ростов-на-Дону», а в 1913 году в доме Сатова на первом этаже состоялась выставка картин саратовских художников-любителей.
После Октябрьской революции дом был реквизирован властями. На первом этаже так и остались магазины, на втором этаже бывшие купеческие хоромы были перестроены под коммунальные квартиры, коровник и каретник стали использовать в качестве гаражей.
В 1960—1970-х годах в бывшем купеческом доме работал магазин «Мужская одежда», в настоящее время на его месте находится магазин «Свет».
Дом Сатова является городской достопримечательностью, внесён в список объектов культурного наследия и поддерживается в хорошем состоянии.